# Bill Doggett
William Ballard Doggett (ur. 16 lutego 1916 w Filadelfii, zm. 13 listopada 1996 w Nowym Jorku) – afroamerykański muzyk jazzowy i rhythmandbluesowy, organista, pianista, kompozytor, aranżer i bandlider. Prekursor rock and rolla.

## Życiorys
W dzieciństwie zaznał biedy. Mając dziewięć lat, zainteresował się grą na trąbce, ale rodziców nie było stać ani na zakup instrumentu, ani na lekcje. Jego matka – Wynona, która była pianistką kościelną, przekonała go, żeby spróbował swoich sił na instrumencie klawiszowym. W rezultacie szybko opanował grę na fortepianie i to w takim stopniu, że utalentowanego trzynastolatka uznano za cudowne dziecko.
W wieku piętnastu lat założył swój pierwszy zespół – Five Majors. Jako uczeń Centralnej Szkoły Średniej (Central High School) grał w orkiestrze swingowej Jimmy’ego Gormana, mającej stały angaż w The Nixon Grand Theatre. W 1938 został jej liderem, ale tylko na krótko. Ze względu na liczną konkurencję  i kłopoty z utrzymaniem piętnastoosobowego zespołu, sprzedał go „Lucky’emu” Millinderowi, pozostając w jego składzie. Z przerwami grał z Millinderem przez cztery lata. W 1939 dokonał z nim swoich pierwszych nagrań. Były to utwory: Little Old Lady From Baltimore i All Aboard. Pod koniec tego samego roku razem z Jimmym Mundym, aranżerem Benny’ego Goodmana i saksofonistą, założył orkiestrę, która jednak istniała bardzo krótko. W tym czasie nieprzerwanie pracował również jako sideman.
W drugiej połowie 1942 dołączył do grupy wokalnej The Ink Spots jako pianista i główny aranżer. Współpracował z nią dwa lata, nagrywając pięć singli. Przez następne dziesięć lat jeździł w trasy koncertowe i nagrywał z wieloma czołowymi wokalistami, m.in. Johnnym Otisem, Wynoniem Harrisem i Ellą Fitzgerald, oraz zespołami  Lionela Hamptona i  Louisa Jordana, w którym zastąpił organistę „Wild Billa” Davisa.
W 1951 sformował trio organowe, z którym udanie zadebiutował w nowojorskim klubie the Baby Grand. Szybko zawarł kontrakt z wytwórnią płytową King. Przez ponad cztery lata nagrał kilkanaście singli w różnym składzie. W 1956 ukazał się jego najbardziej znany, współskomponowany przez niego dwuczęściowy utwór R&B Honky Tonk. Sprzedał się w czterech milionach egzemplarzy. Przez ponad dwa miesiące zajmował pierwsze miejsce na liście bestsellerów R&B tygodnika „Billboard”. Na Hot 100 dotarł do miejsca drugiego. Z czasem stał się standardem interpretowanym przez wielu wykonawców. Niemałą popularnością cieszyły się także takie utwory z jego repertuaru, jak Hippy Dippy, Slow Walk, Leaps and Bounds i Ram-Bunk-Shush, nowa wersja kompozycji wykonywanej przez orkiestrę Millendera.
Przez całą karierę aranżował muzykę. Zorkiestrował wiele utworów dla czołówki jazzu, m.in. Louisa Armstronga, Counta Basiego, Elli Fitzgerald i Lionela Hamptona. Do 1960 nagrywał dla firmy King. Później współpracował z wytwórniami: Warner Bros., ABC-Paramount i Black & Blue. Ponadto często pojawiał się na festiwalach jazzowych w kraju i Europie.
W połowie lat 60. rock and roll odmienił scenę muzyczną w Stanach Zjednoczonych i na świecie. Jazz stracił na popularności. Jego również dotknął regres jazzowy. Rzadziej nagrywał. Miał trudności ze zdobywaniem regularnych angaży i w rezultacie ograniczył działalność do występów doraźnych. Sporadycznie grywał w klubach Nowego Orleanu, Cleveland i stanu Nowy Jork.
Był wieloletnim mieszkańcem Long Island. Przez szereg lat zmagał się z chorobą nowotworową. Zmarł w Nowym Jorku trzy dni po przebytym zawale serca. Miał 80 lat. Został pochowany na cmentarzu Mount Lawn w Sharon Hill w Pensylwanii,

## Wybrana dyskografia

### Jako lider
- 1956
  - Moon Dust (King)
  - Hot Doggett (King)
  - As You Desire Me – Bill Doggett (King)
  - Everybody Dance the Honky Tonk (King)
- 1957
  - Dame Dreaming (King)
  - A Salute to Ellington (King)
- 1958
  - Doggett Beat for Dancing Feet (King)
  - Candle Glow (King)
  - Swingin’ Easy with Bill Doggett and His Orchestra (King)
  - Dance Awhile with Doggett (King)
  - Bill Doggett – 12 Songs Of Christmas (King)
- 1959
  - On Tour (King)
  - Hold It! (King)
  - High And Wide (King)
  - Big City Dance Party (King)
- 1960
  - Back with More Bill Doggett (King)
  - The Many Moods of Bill Doggett (King)
  - For Reminiscent Lovers – Romantic Songs by Bill Doggett (King)
- 1961 The Band with the Beat (King)
- 1962 Bill Doggett Swings (Warner Bros.)
- 1963 Bill Doggett – American Songs in Bossa Nova Style (King)
- 1965 Wow! (ABC-Paramount)
- 1966 Honky Tonk – A la mod! (Roulette)
- 1969 Honky Tonk Popcorn (King)
- 1970
  - Soft (King)
  - The Nearness 0f You (King)
  - Ram-Bunk-Shush (King)
- 1977
  - Lionel Hampton Presents: Bill Doggett (Who’s Who in Jazz)
  - Bill Doggett (Black & Blue)
- 1978 Charles Brown – „Please Come Home For Christmas” (Gusto Records) – kompilacja
- 1980
  - Mister Honky Tonk (Black And Blue)
  - Bill Doggett Feat. Eddie Davis & Eddie Vinson (Black & Blue)
- 1987
  - Bill Doggett – All His Hits (King)
  - Bill Doggett (Black & Blue)
- 1991 Right Choice (After Hours Records)

### Jako sideman
Z Ellą Fitzgerald
- 1952 Rhythm is My Business (Verve)

Z Colemanem Hawkinsem
- 1955 The Hawk Talks (Decca)

Z Louisem Jordanem
- 2002 Jivin’ with Jordan (Proper Records) – 4 CD, kompilacja

Z „Luckym” Millinderem
- 1993 The Chronological Lucky Millinder & His Orchestra 1941–1942 (Classics)
- 1998 The Chronological Lucky Millinder & His Orchestra 1943–1947 (Classics)

Z Paulem Quinichettem
- 1954 The Vice Pres (EmArcy)

Z Buddym Tatem
- 1992 Jumping on the West Coast (Black Lion)

Zestawienie wg dat wydania płyt